# Acrididae
Famille
Les Acrididae sont une famille d'insectes orthoptères. Ils sont appelés Acridides ou acridiens en français.

## Distribution
Les espèces de cette famille se rencontrent sur tous les continents.

## Morphologie
La taille des acridiens varie de 7 mm à 12 cm.
Ils se distinguent par trois caractères morphologiques :
- des antennes courtes et formées d'un petit nombre d'articles,
- un organe de ponte composé de valves robustes et courtes,
- l'absence d'appareil stridulatoire sur les élytres analogue à celui des grillons.

Les acridiens possèdent une unité structurale fondée sur trois tagmes fondamentaux qui permettent de les reconnaître malgré leur variété d'aspects :
- la tête est composée de 6 métamères,
- le thorax de 3 métamères,
- l'abdomen de 11 métamères.

## Liste des sous-familles
Selon Orthoptera Species File (22 juillet 2018) :
- sous-famille Acridinae MacLeay, 1821
- sous-famille Calliptaminae Jacobson, 1905
- sous-famille Catantopinae Brunner von Wattenwyl, 1893
- sous-famille Copiocerinae Brunner von Wattenwyl, 1893
- sous-famille Coptacrinae Brunner von Wattenwyl, 1893
- sous-famille Cyrtacanthacridinae Kirby, 1910
- sous-famille Egnatiinae Bey-Bienko & Mistshenko, 1951
- sous-famille Eremogryllinae Dirsh, 1956
- sous-famille Euryphyminae Dirsh, 1956
- sous-famille Eyprepocnemidinae Brunner von Wattenwyl, 1893
- sous-famille Gomphocerinae Fieber, 1853
- sous-famille Habrocneminae Yin, 1982
- sous-famille Hemiacridinae Dirsh, 1956
- sous-famille Leptysminae Brunner von Wattenwyl, 1893
- sous-famille Marelliinae Eades, 2000
- sous-famille Melanoplinae Scudder, 1897
- sous-famille Oedipodinae Walker, 1871
- sous-famille Ommatolampidinae Brunner von Wattenwyl, 1893
- sous-famille Oxyinae Brunner von Wattenwyl, 1893
- sous-famille Pauliniinae Hebard, 1923
- sous-famille Pezotettiginae Brunner von Wattenwyl, 1893
- sous-famille Proctolabinae Amédégnato, 1974
- sous-famille Rhytidochrotinae Brunner von Wattenwyl, 1893
- sous-famille Spathosterninae Rehn, 1957
- sous-famille Teratodinae Brunner von Wattenwyl, 1893
- sous-famille Tropidopolinae Jacobson, 1905
- sous-famille indéterminée
  - tribu Eucopiocerini Descamps, 1975
    - genre Chapulacris Descamps, 1975
    - genre Eucopiocera Bruner, 1908
    - genre Halffterina Descamps, 1975
    - genre Leptalacris Descamps & Rowell, 1978

  - tribu indéterminée
    - genre Atopacris Amédégnato & Poulain, 1998
    - genre Castetsia Bolívar, 1902
    - genre Jumandiacris Amédégnato & Poulain, 1998
    - genre Melliacris Ramme, 1941
    - genre Palandella Amédégnato & Poulain, 1998
    - genre Pileolum Bolívar, 1917
    - genre Sinop Descamps, 1984
    - genre Tylotropidiopsis Storozhenko, 1992
    - genre †Tyrbula Scudder, 1885
    - genre †Heeracris Zeuner, 1937
    - genre †Menatacridium Piton, 1936
    - genre †Taeniopodites Cockerell, 1909

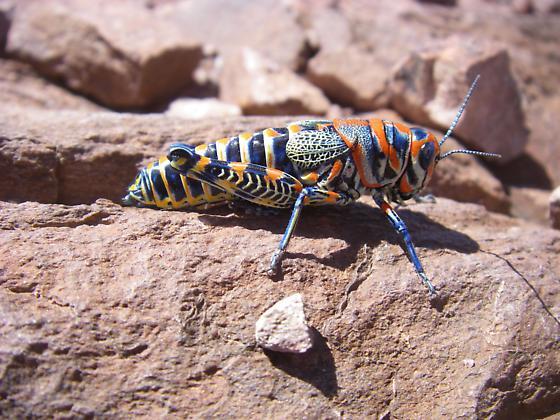
Un Melanoplinae : Dactylotum bicolor.
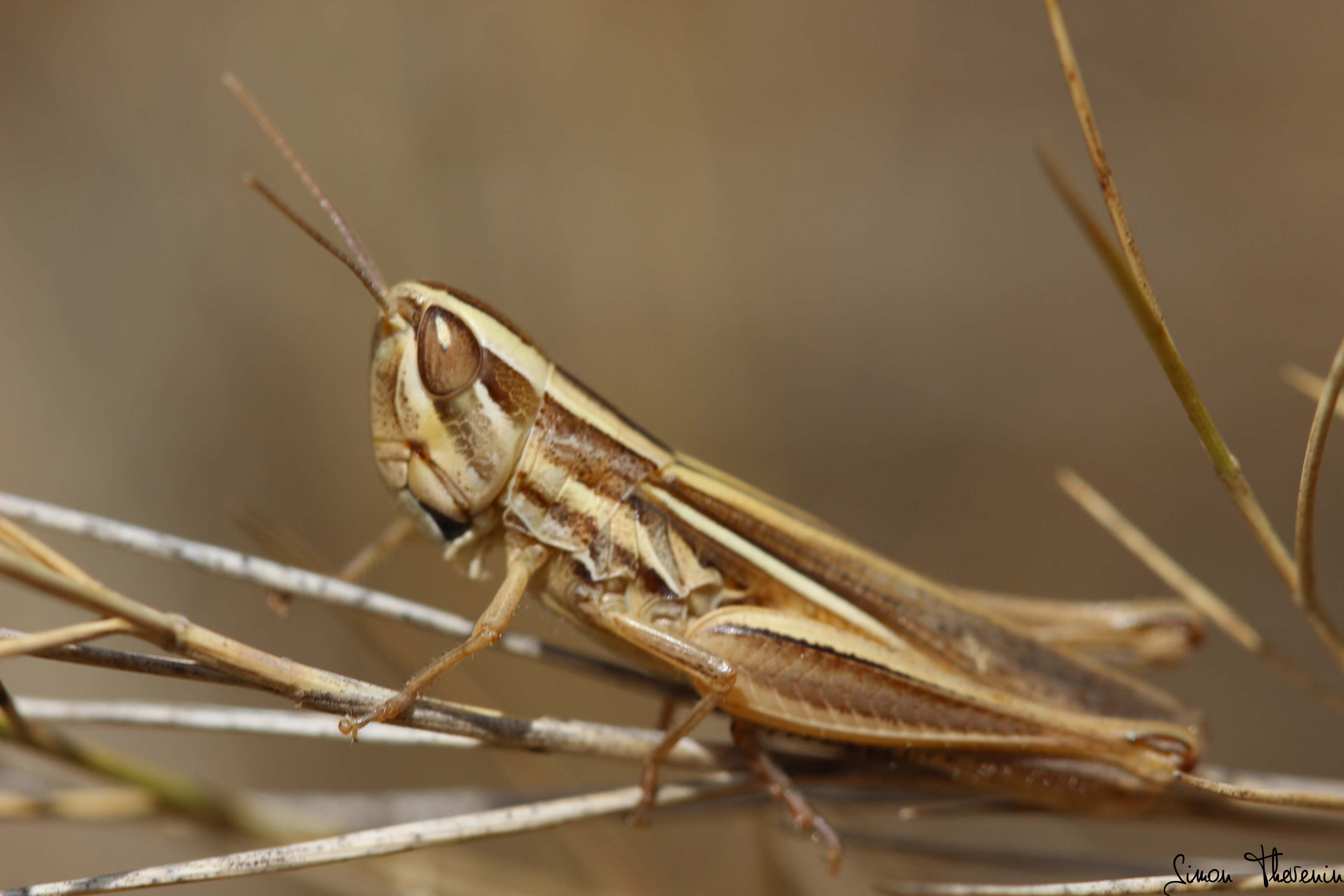
Le criquet du Bragalou (Euchorthippus chopardi).
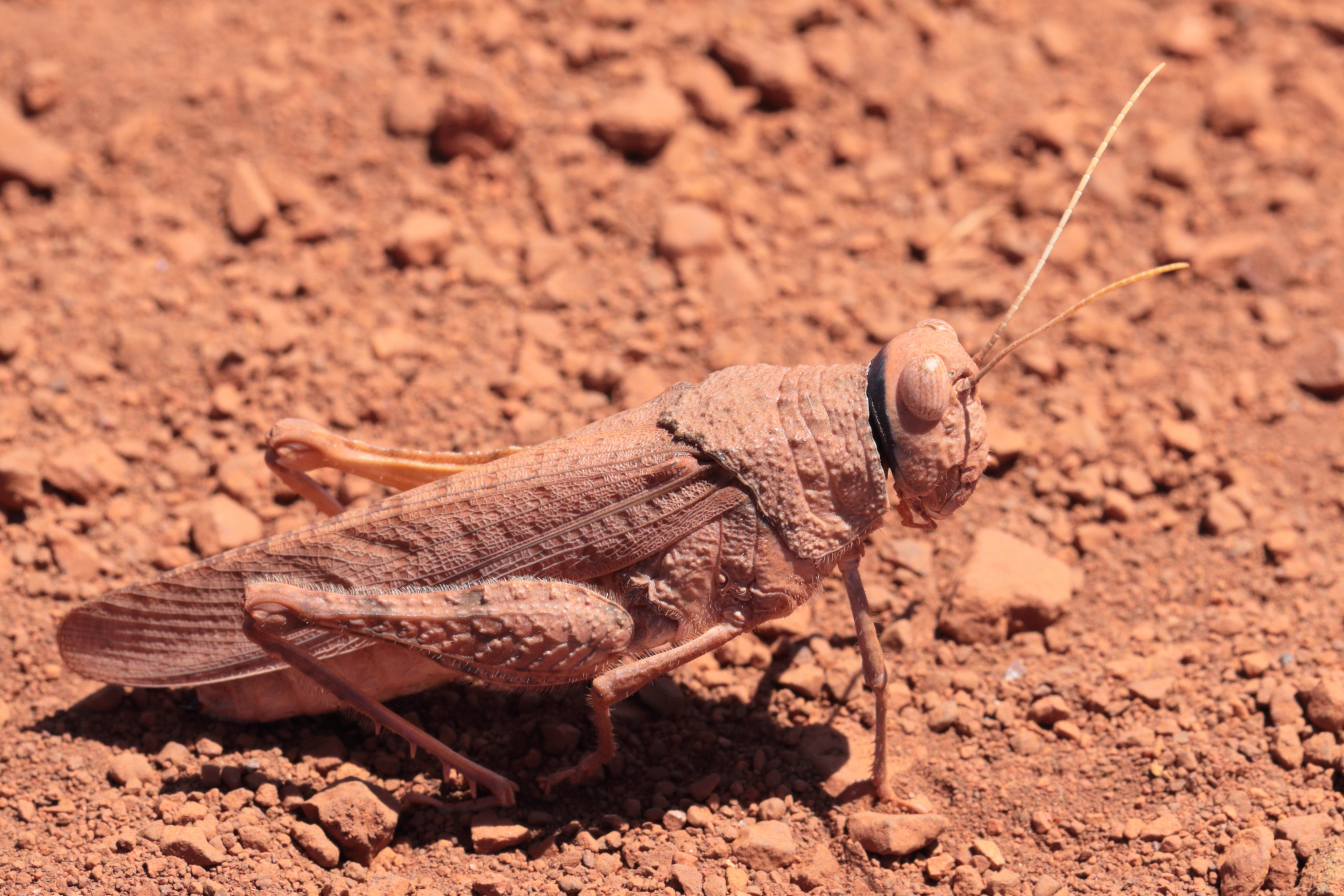
Buforania rufa, des Buforania, des Acrididae. Octobre 2019.
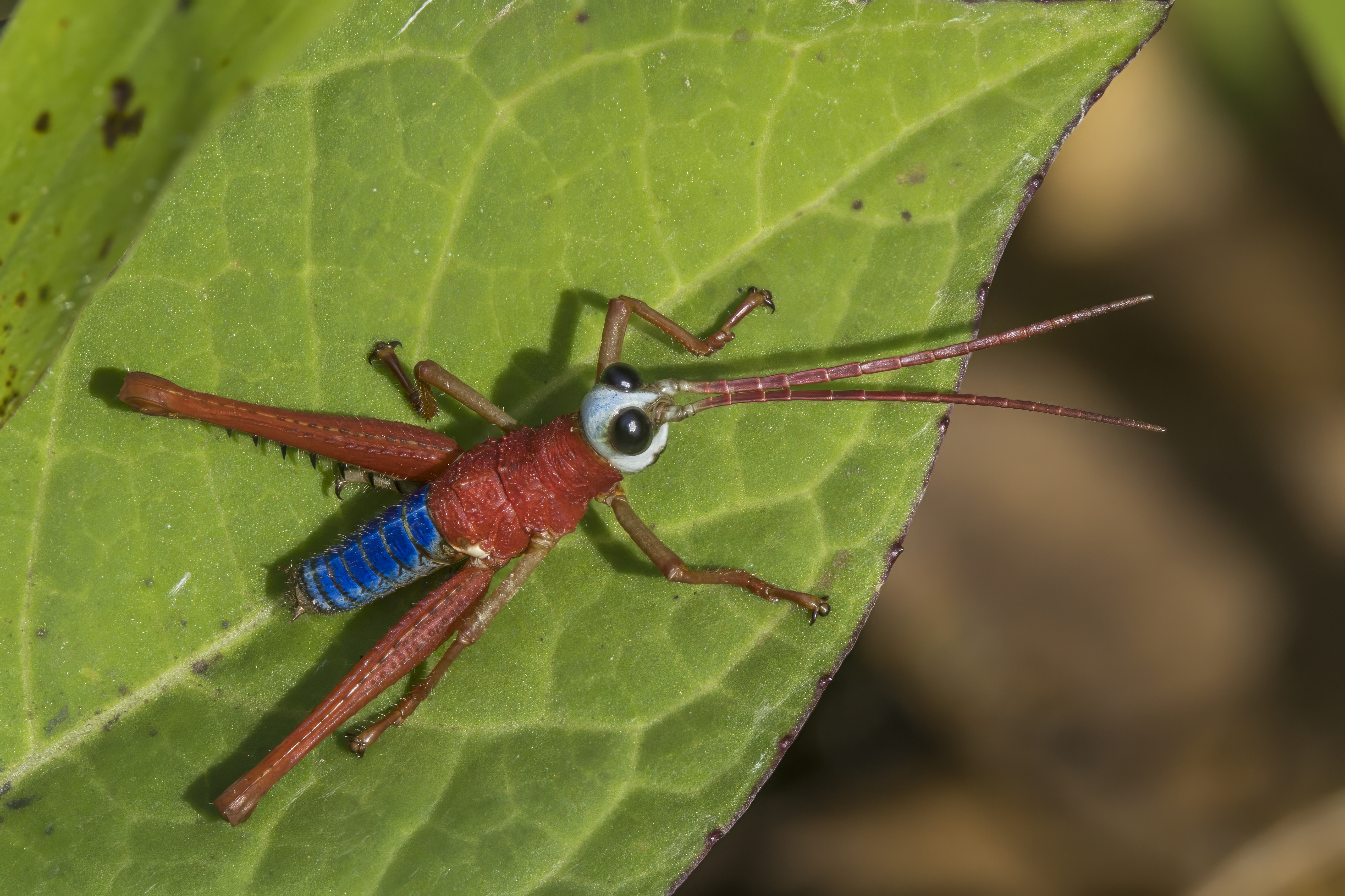
Opaon varicolor, des Opaon, des Acridae, mâle, en Colombie. Aout 2023.

## Systématique et taxinomie
Cette famille a été décrite par l'entomologiste britannique William Sharp Macleay en 1821.
La sous-famille des Oedipodinae est parfois considérée comme une famille : celle des Oedipodidae.

## Publication originale
- MacLeay, 1821 : Horae entomologicae: or essays on the annulose animals. Bagster, vol. 1, part. 2, p. 161-524.